# East Falmouth
East Falmouth statisztikai település az USA Massachusetts államában, Barnstable megyében. Lakosainak száma 6278 fő (2020. április 1.).

## Népesség
A település népességének változása:

| 2010 | 6 038 |
| 2020 | 6 278 |